# Brunsmalbi
Brunsmalbi (Lasioglossum fulvicorne) är en biart som först beskrevs av Kirby 1802. Brunsmalbi ingår i släktet smalbin och familjen vägbin.

## Beskrivning
Brunsmalbiet är ett slankt bi med svart grundfärg. Hos hanen är spetsen av clypeus (munskölden) gul, medan överläppen och käkarna är brungula, och undersidan av de annars mörka antennerna är gulaktiga. Hans bakersta skenben är gula i båda ändar, även foten är gul. Honan har ingenting av dessa färgteckningar, möjligtvis kan undersidan på hennes antenner vara mycket svagt brungul. Vingbaserna är bruna hos hanen, gula hos honan. På bakkroppen har båda könen vita hårfält på tergit 2 och 3, även om de ofta är bortnötta hos hanen. Kroppslängden är ungefär 7 mm.

## Ekologi
Brunsmalbiet förekommer i många olika habitat, skogsbryn, sanddyner, sand- och grustag, hedar, flodbankar, trädgårdar och vingårdar, dikesrenar och liknande, men har viss förkärlek för torra, lågbevuxna gräsmarker och marktyper på kalkgrund. När det gäller näringsväxter är arten polylektisk, en generalist som besöker blommor från flera olika familjer som korgblommiga växter, korsblommiga växter, rosväxter, videväxter, flockblommiga växter, ranunkelväxter, kransblommiga växter, strävbladiga växter, klockväxter, väddväxter och ljungväxter. Honans flygperiod varar från tidigt i april till mitten av oktober, hanens från tidigt i juli till mitten av oktober.

### Fortplantning
Fortplantningsförhållandena är inte väl kända, men arten är solitär (icke-samhällsbildande). Boet byggs i jorden på glesbevuxen mark under våren. Endast honan övervintrar. Boet parasiteras ibland av blodbina ängsblodbi, glasblodbi och släntblodbi, vars honor lägger sina ägg i larvcellerna, ett i varje, och som förstör värdägget eller den nykläckta värdlarven, så att blodbilarverna ostört kan leva på det lagrade matförrådet.

## Utbredning
Nominatunderarten förekommer i Europa från norra Spanien över Storbritannien till Skandinavien upp till 64°N samt österut till Armenien; andra underarter förekommer längre österut från Turkiet till Taiwan. 
I Sverige förekommer arten upp till trakten av Umeå, även om den är vanligare längre söderut.
I Finland finns arten i de södra och sydöstra delarna, med spridda fynd norrut upp till landskapen Kajanaland och Norra Österbotten.

## Underarter
- Lasioglossum fulvicorne fulvicorne (Kirby, 1802)
- Lasioglossum fulvicorne koshunochare (Strand, 1914)
- Lasioglossum fulvicorne antelicum (Warncke, 1975)
- Lasioglossum fulvicorne melanocorne Ebmer, 1988[1]

## Status
Arten är inte hotad vare sig globalt, i Sverige, eller i Finland, utan klassificerad som livskraftig ("LC") av alla tre instanserna.